# Panges
Panges é uma comuna francesa na região administrativa da Borgonha-Franco-Condado, no departamento de Côte-d'Or. Estende-se por uma área de 5,92 km². Em 2010 a comuna tinha 88 habitantes (densidade: 14,9 hab./km²).